# Stade du Wankdorf (1925)
Pour le nouveau stade, voir Stade de Suisse.
Le stade du Wankdorf (en allemand : Wankdorfstadion) est un stade de football situé dans le quartier du Wankdorf à Berne, en Suisse. 
Il est le domicile du club de BSC Young Boys entre 1925 et 2001 et est démoli en 2001 pour laisser place au Stade de Suisse.

## Histoire
- 1925 : achèvement du premier stade du Wankdorf, offrant 22 000 places. Le 8 novembre a lieu le premier match international : Suisse-Autriche 2-0.

- 1930 : première finale de la Coupe de Suisse : Young-Boys-Aarau 1:0.

- 1939 : la capacité est portée à 42 000 places. Le stade est flanqué de ses deux légendaires tours d’angle qui deviennent son symbole.

- 1954 : les transformations opérées en vue de la Coupe du monde permettent d’accueillir désormais 64 000 spectateurs. La finale de la Coupe du monde (Allemagne-Hongrie 3-2) lui donne une renommée mondiale.

- 1961 : le 31 mai, le Wankdorf pour la première fois le théâtre d’une finale de la Coupe d’Europe des champions : Benfica Lisbonne-FC Barcelone 3-2.

- 1989 : le 10 mai se déroule la finale de la Coupe des vainqueurs de coupe (Barcelone-Sampdoria Gênes 2:0).

- 1997 : avec 72 pour cent de majorité, le corps électoral de la ville de Berne approuve un changement de plan de zone dans le quartier du Wankdorf, permettant ainsi la construction d’un nouveau stade (Stade de Suisse).

- 2001 : démolition du stade.

## Dans la culture populaire

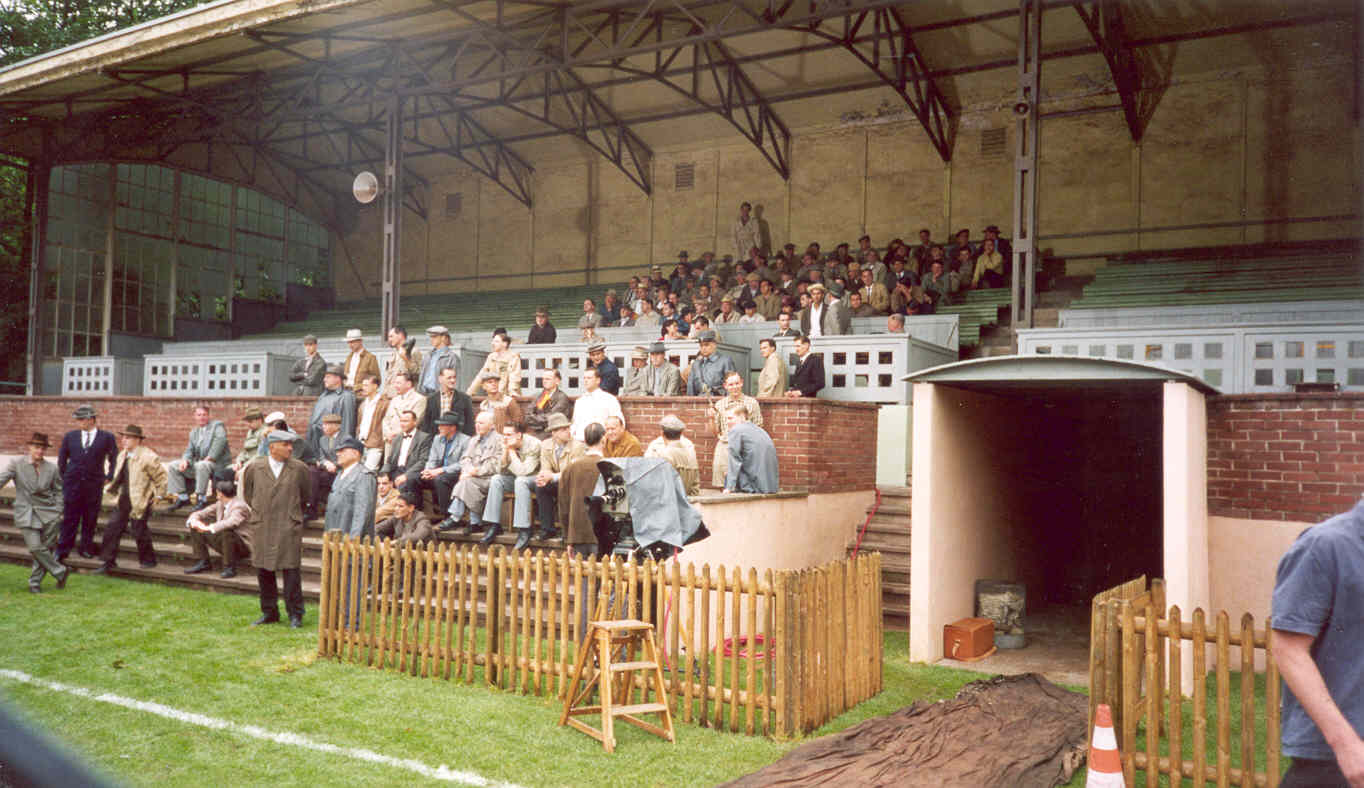
Köln-Weidenpesch, tournage d'une scène de foule au Wankdorf reconstitué par l'informatique dans le film Le Miracle de Berne

- Le stade du Wankdorf apparaît dans le film Le Miracle de Berne durant le jour de la finale de la coupe du monde de football 1954, mais reconstitué par l'informatique.

## Événements
- Coupe du monde de football 1954
- Finale de la Coupe des clubs champions européens 1960-1961, 31 mai 1961
- Finale de la Coupe d'Europe des vainqueurs de coupe de football 1988-1989, 10 mai 1989

## Galerie

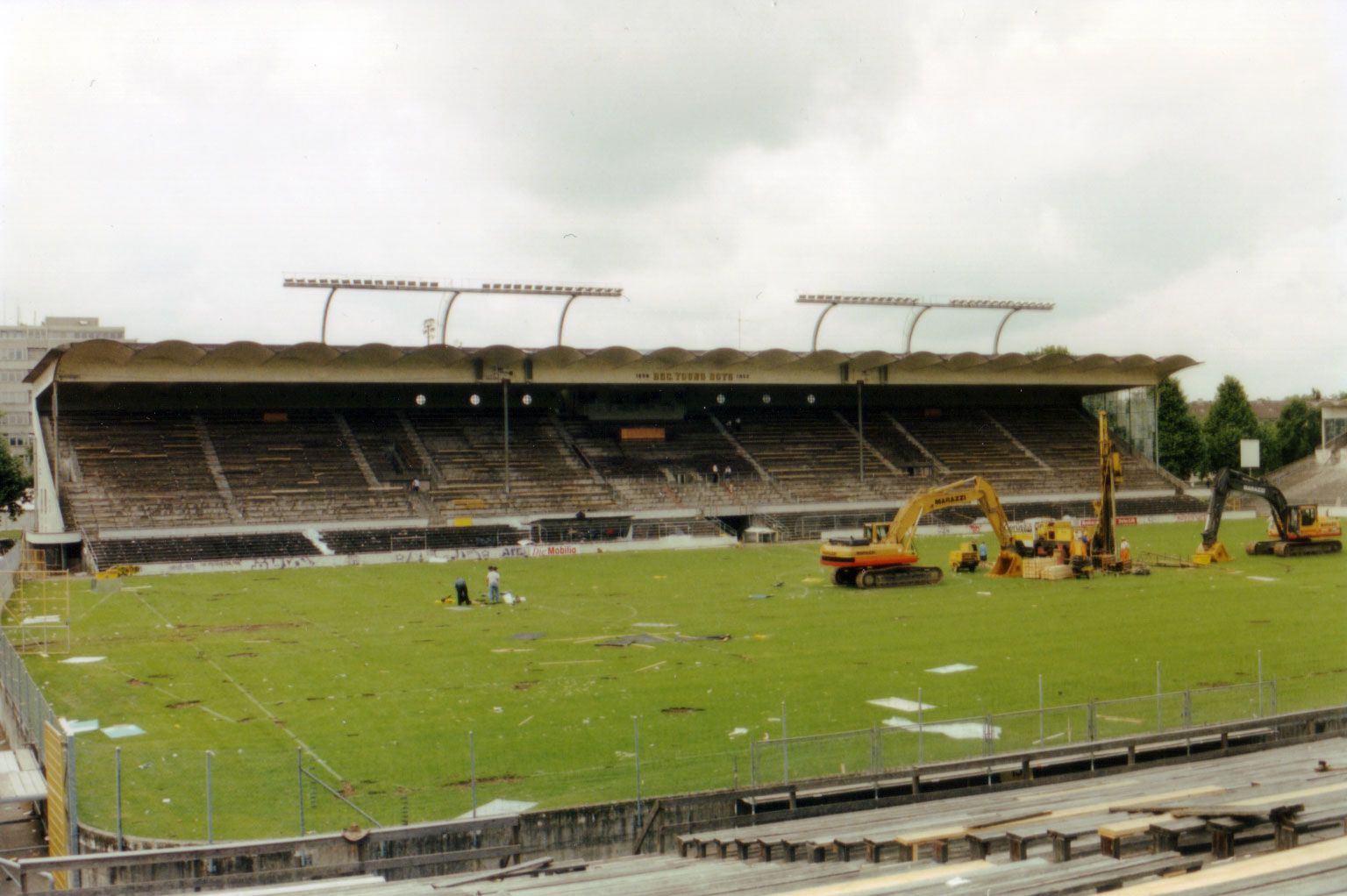
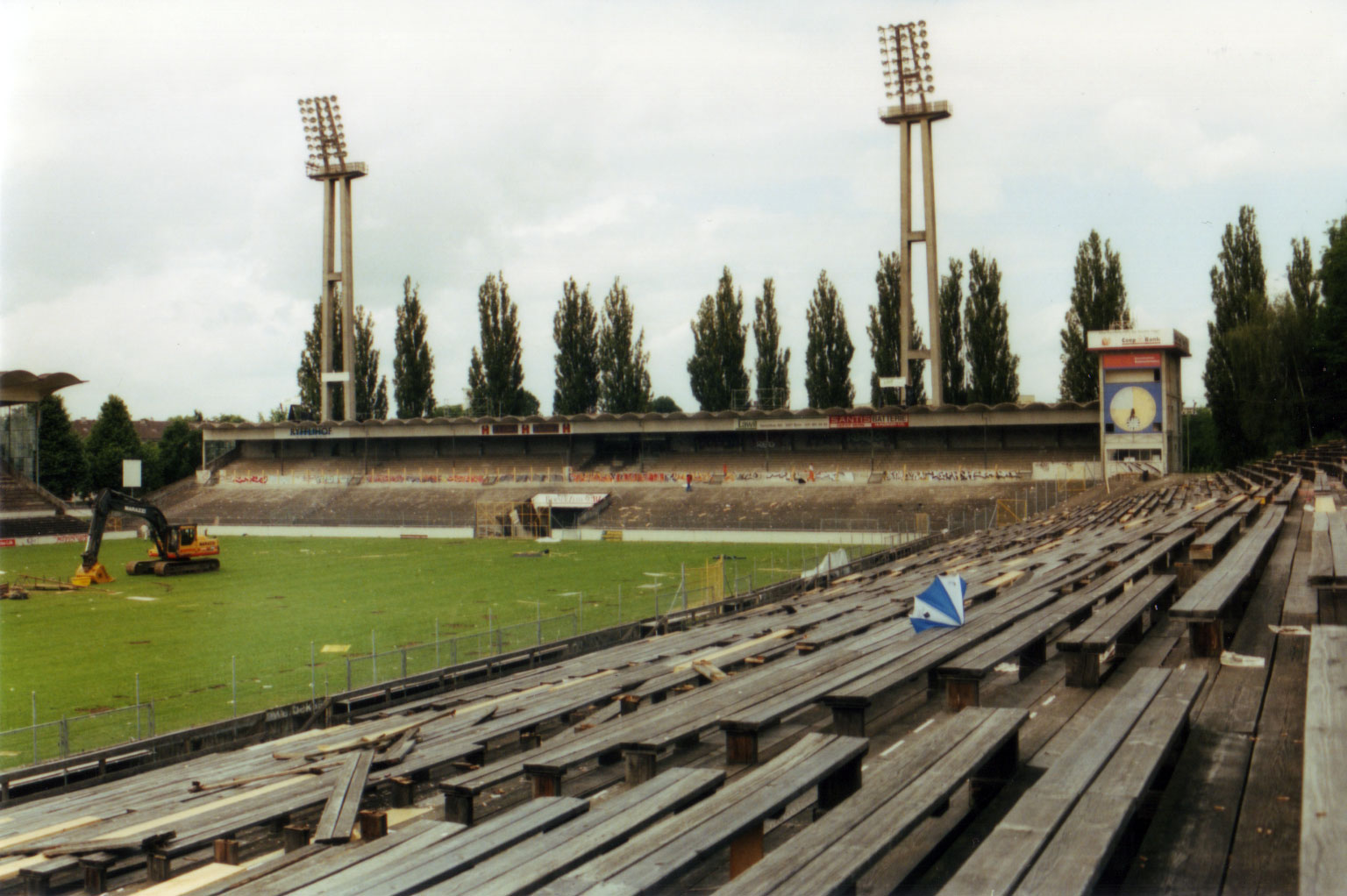